# Vertrag von London (1604)

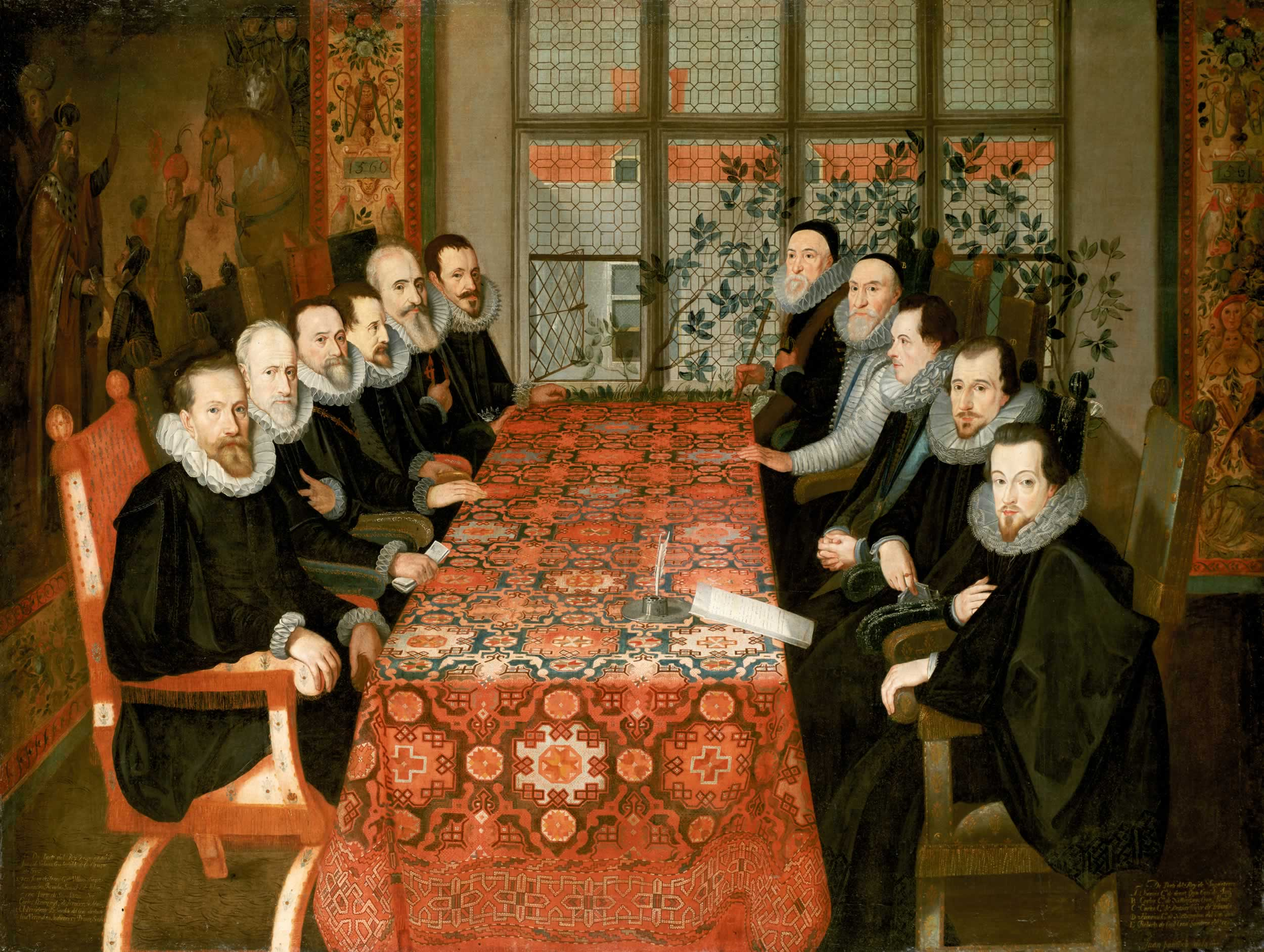
Unterzeichnung des Vertrags von London 1604

Der Vertrag von London 1604 beendete den Englisch-Spanischen Krieg von 1585 bis 1604. Die  Unterzeichnung des Friedensvertrages am 28. August 1604 erfolgte auf englischer Seite von Thomas Sackville, Charles Howard, Charles Blount, Henry Howard und Robert Cecil, auf spanischer Seite von Juan Fernández de Velasco, Juan de Tassis, Alessandro Robido, Charles de Ligne, Jean Richardot und Louis Verekyn.

## Konflikt
Als Beginn des nie offiziell erklärten Krieges zwischen Spanien und England gilt die Unterstützung der aufständischen Niederländer 1585 durch englische Truppen und der englische Überfall auf spanische Besitzungen in Westindien durch Francis Drake. Der Höhepunkt des Krieges war der gescheiterte Invasionsversuch der spanischen Armada Philipps II. im Jahr 1588. Eine englische Armada unternahm 1589 einen ebenfalls erfolglosen Gegenangriff auf Lissabon. Es kam noch zu weiteren ähnlichen englischen Unternehmen gegen spanische Kolonien in Übersee (Westindien 1595) oder gegen die iberische Halbinsel (Eroberung von Cádiz 1596) selbst. Die Spanier versuchten ihrerseits mehrfach, Truppen in Irland zur Unterstützung der dortigen Aufständischen zu landen. Dies gelang kurzzeitig erst Don Juan de Aguila 1601 am Ende des neunjährigen Krieges.

## Friedensschluss
Der spanische König Philipp II. war bereits im Jahr 1598 gestorben. Sein Sohn und Nachfolger Philipp III. wollte vor dem Hintergrund der schwierigen ökonomischen Situation in Spanien den langen Krieg beenden. Auch auf englischer Seite war man zunehmend kriegsmüde. Erste Verhandlungen zwischen beiden Seiten scheiterten aber an überzogenen englischen Forderungen.
Vor dem Hintergrund des bevorstehenden Todes Elisabeths I. liefen 1603 keine englischen Schiffe mehr gegen Spanien aus. Nach seiner Thronbesteigung sah es der neue englische König Jakob I. als vordringlichste Aufgabe an, den Krieg mit Spanien zu beenden. Er verkündete bereits im Herbst 1603 ein Antipirateriegesetz. Die nachfolgenden Verhandlungen zu einem Friedensabkommen fanden im Somerset House on the Strand in London statt. Sie dauerten vom Mai bis August 1604.
Bereits im Juli 1604 wurde ein Durchbruch in den Verhandlungen erzielt. Unter anderem wurde vereinbart, geplünderte Güter zurückzugeben oder dafür Entschädigung zu zahlen. Des Weiteren verzichtete Spanien auf die Unterstützung der Gegenreformation in England. Dafür sagte England zu, die Aufständischen in den Niederlanden nicht weiter zu unterstützen. Auch englische Freibeuteraktionen wurden verboten. Dafür wurde der Ärmelkanal für spanische Schiffe geöffnet. Die Verträge wurden von den beiden Regierungen gebilligt, die Unterzeichnung des Vertrages fand am 28. August 1604 statt.